# Domsure
Domsure est une commune française, située dans le département de l'Ain en région Auvergne-Rhône-Alpes.

## Géographie

### Localisation
Domsure fait partie de la Bresse. La commune est située à 4 km de Saint-Amour, à 5 km de Coligny, à 34 km de Lons-le-Saunier et à 24 km de Bourg-en-Bresse (distances à vol d'oiseau). Domsure est l'une des trois communes qui constituent le tripoint entre les départements de l'Ain, du Jura et de Saône-et-Loire.

### Communes limitrophes
|          | Condal (Saône-et-Loire) | Saint-Amour (Jura)                                          |
| Beaupont | Domsure                 | Les Trois Châteaux (Jura) (Nanc-lès-Saint-Amour, Chazelles) |
|          | Pirajoux                | Coligny                                                     |

### Hydrographie

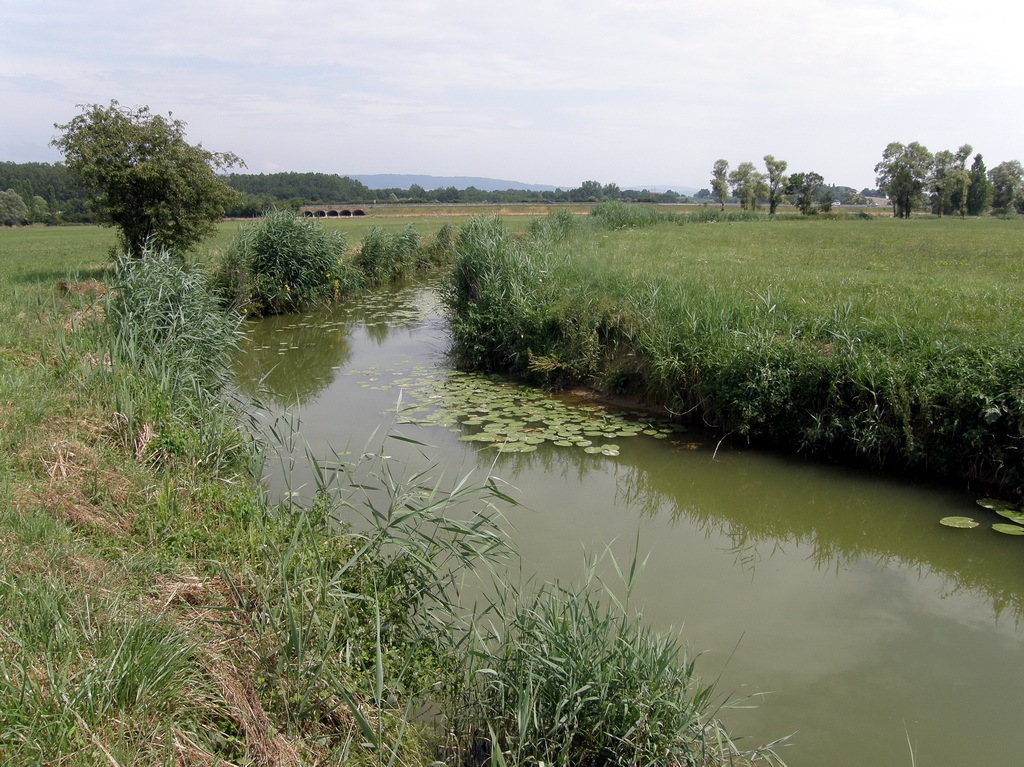
Le Solnan.

Domsure est arrosée par le Solnan, surtout en limite avec la commune de Beaupont) et le Besançon, qui forme une limite naturelle avec Saint-Amour.
D'autres petits ruisseaux (ou biefs) traversent la commune, le bief de Fougemagne est le plus important d'entre eux.

### Climat
Pour des articles plus généraux, voir Climat d'Auvergne-Rhône-Alpes et Climat de l'Ain.
En 2010, le climat de la commune est de type climat des marges montargnardes, selon une étude du CNRS s'appuyant sur une série de données couvrant la période 1971-2000. En 2020, Météo-France publie une typologie des climats de la France métropolitaine dans laquelle la commune est exposée à un climat semi-continental et est dans la région climatique Bourgogne, vallée de la Saône, caractérisée par un bon ensoleillement (1 900 h/an), un été chaud (18,5 °C), un air sec au printemps et en été et des vents faibles.
Pour la période 1971-2000, la température annuelle moyenne est de 11,4 °C, avec une amplitude thermique annuelle de 17,7 °C. Le cumul annuel moyen de précipitations est de 1 101 mm, avec 12,3 jours de précipitations en janvier et 8,2 jours en juillet. Pour la période 1991-2020, la température moyenne annuelle observée sur la station météorologique de Météo-France la plus proche, « Varennes-st-sa », sur la commune de Varennes-Saint-Sauveur à 8 km à vol d'oiseau, est de 12,1 °C et le cumul annuel moyen de précipitations est de 1 043,2 mm,. Pour l'avenir, les paramètres climatiques de la commune estimés pour 2050 selon différents scénarios d'émission de gaz à effet de serre sont consultables sur un site dédié publié par Météo-France en novembre 2022.

## Urbanisme

### Typologie
Au 1er janvier 2024, Domsure est catégorisée commune rurale à habitat très dispersé, selon la nouvelle grille communale de densité à 7 niveaux définie par l'Insee en 2022.
Elle est située hors unité urbaine. Par ailleurs la commune fait partie de l'aire d'attraction de Bourg-en-Bresse, dont elle est une commune de la couronne,. Cette aire, qui regroupe 80 communes, est catégorisée dans les aires de 50 000 à moins de 200 000 habitants,.

### Occupation des sols
L'occupation des sols de la commune, telle qu'elle ressort de la base de données européenne d’occupation biophysique des sols Corine Land Cover (CLC), est marquée par l'importance des territoires agricoles (82,6 % en 2018), en diminution par rapport à 1990 (84,4 %). La répartition détaillée en 2018 est la suivante :
terres arables (37,8 %), prairies (32,9 %), forêts (15,6 %), zones agricoles hétérogènes (11,9 %), zones urbanisées (1,8 %).
L'évolution de l’occupation des sols de la commune et de ses infrastructures peut être observée sur les différentes représentations cartographiques du territoire : la carte de Cassini (XVIIIe siècle), la carte d'état-major (1820-1866) et les cartes ou photos aériennes de l'IGN pour la période actuelle (1950 à aujourd'hui).

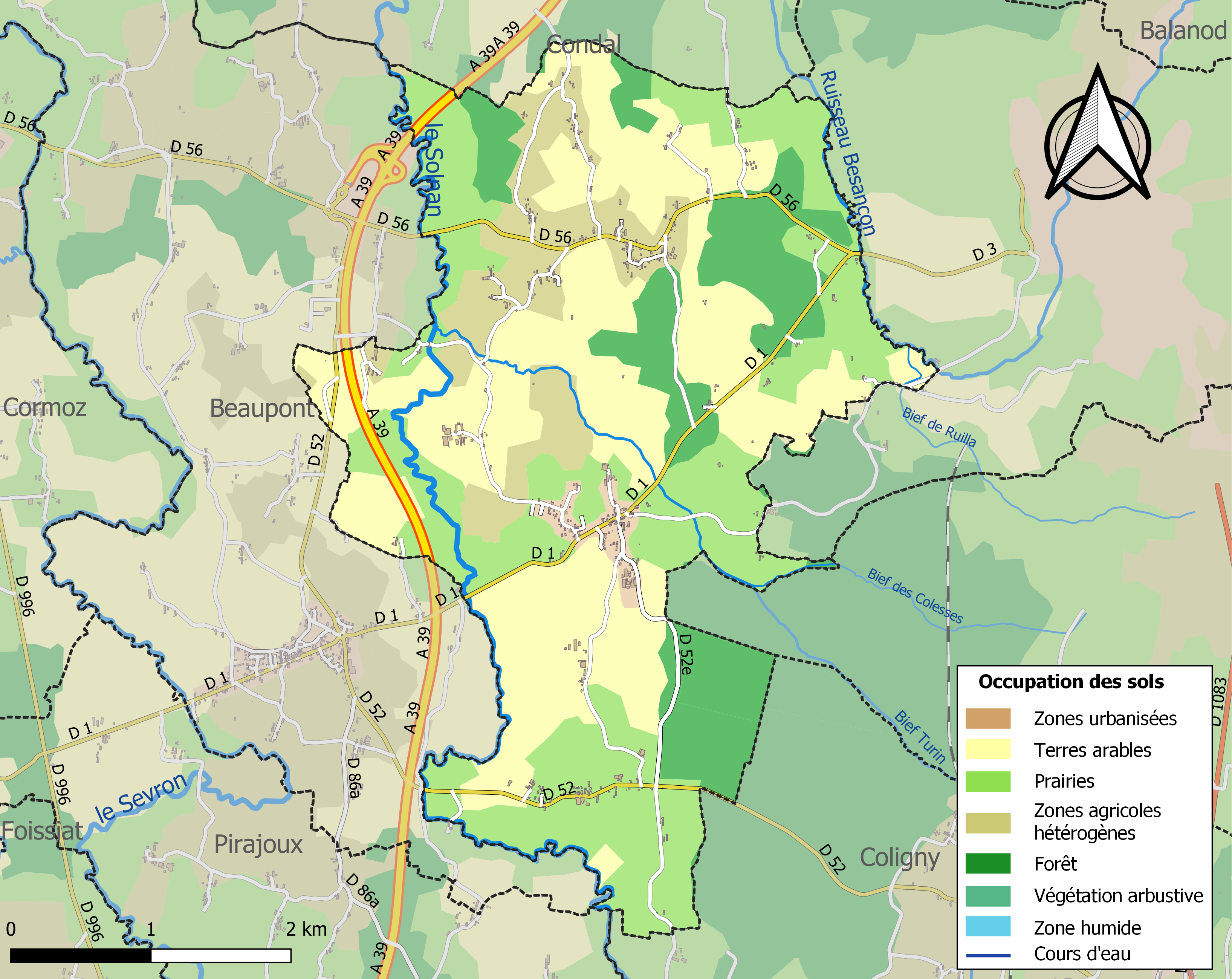
Carte des infrastructures et de l'occupation des sols de la commune en 2018 (CLC).

#### Morphologie urbaine
La commune de Domsure réunit différent hameaux.
Parmi les plus importants, on trouve au sud le hameau du Villard (ancienne commune de Grand-Villard, rattachée à Domsure entre 1790 et 1794), qui s'étend le long de la D 52. Un abattoir de volailles faisait auparavant l'activité principale de ce lieu.
On trouve au nord Villeneuve, ancien hameau de la commune de Saint-Amour, qui fut érigé en commune en 1790 puis rattaché à Domsure en l’an IV.
Un arrêté du 5 décembre 1794 fut publié par le juge de paix de Coligny ordonnant la réunion de Villeneuve, de la Charme et du Petit Villard (qui furent détachés de Coligny) avec Domspure.

### Voies de communication et transports

#### Voies de communication
La route principale de la commune est la route départementale D 1 qui traverse le département de l'Ain en reliant Saint-Amour à Asnières-sur-Saône. Elle permet de rejoindre Lescheroux puis Saint-Julien-sur-Reyssouze en se dirigeant à l'ouest.
La route départementale D 52e, débute sur la D 1 au bourg pour raccorder la D 52 qui rejoint la commune voisine de Coligny pour aller jusqu'à Saint-Martin-du-Mont.
Au nord de la commune, la D 56 raccorde le rond-point du péage de l'A39 à Beaupont, pour aller à Saint-Amour à l'est et Saint-Nizier-le-Bouchoux à l'ouest.

## Toponymie

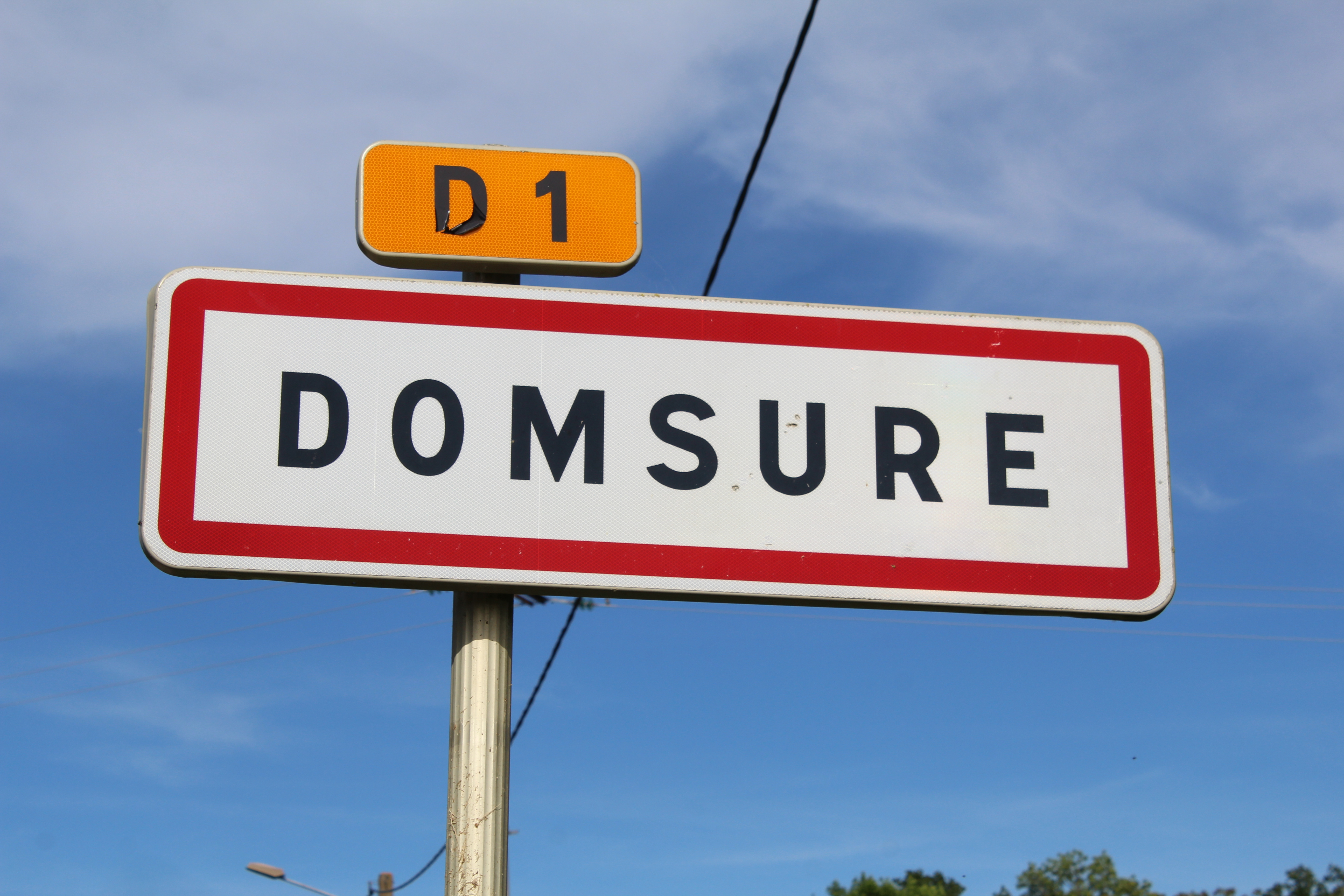
Panneau d'entrée.

## Histoire

### Seconde Guerre mondiale
Douze résistants fusillés le 18 juin 1944 : Boully Roger, Fusiller Georges, Gavard Marcel, Guillemet Marcel, Guillot Auguste, Noblesse Claude, Picard Marcel, Perroche Bernard, Baboulaz Robert et trois autres non identifiés. Ils étaient détenus à la prison de Lons-le-Saunier,.

## Politique et administration

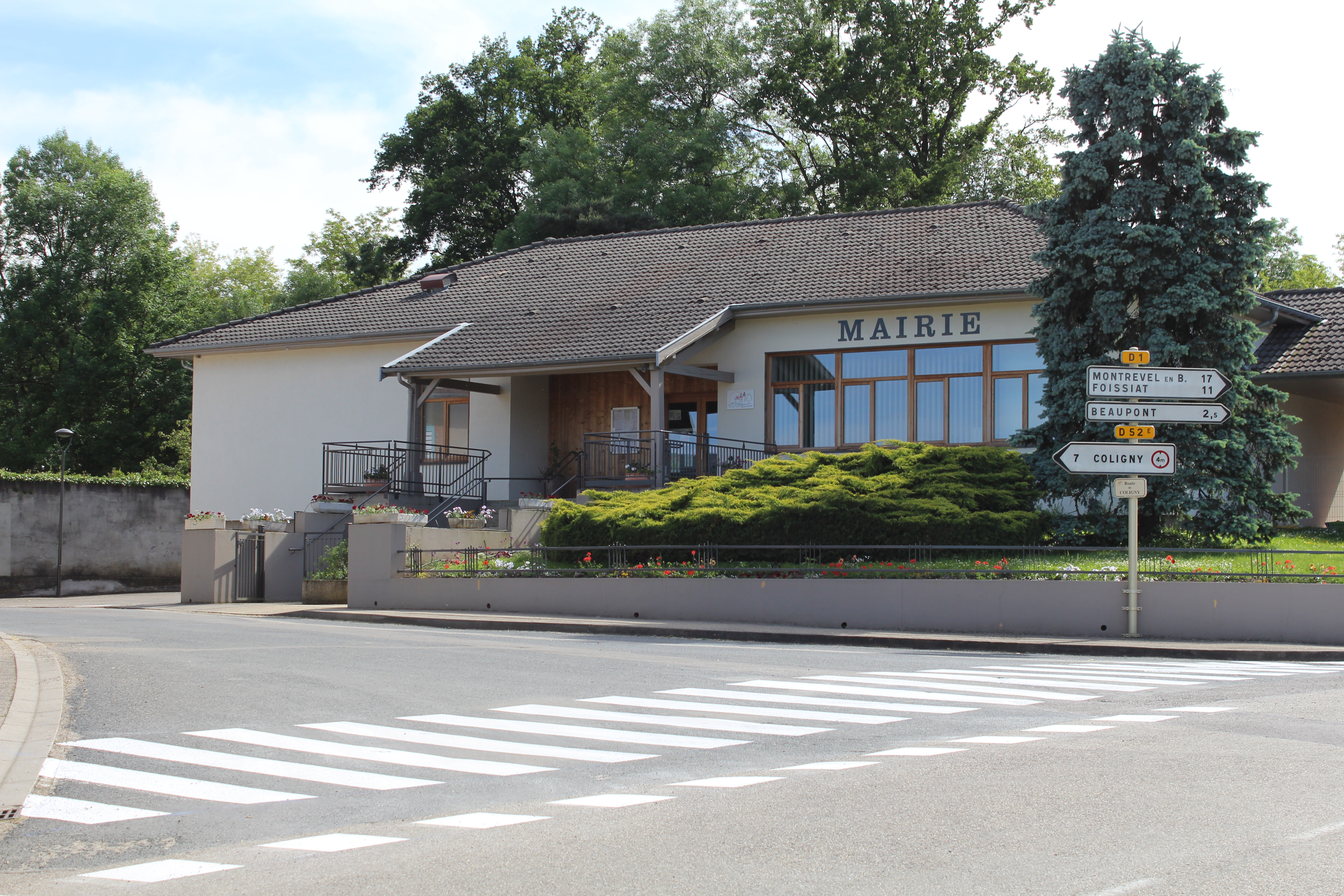
Mairie.

| Période                                  | Période  | Identité            | Étiquette | Qualité                  |
| ---------------------------------------- | -------- | ------------------- | --------- | ------------------------ |
| 1953                                     | 1995     | Paul-Antoine Michel |           |                          |
| 1995                                     | 2005     | André Delay         |           | Décès en cours de mandat |
| 2005                                     | 2014     | Michel Pirat        |           | Réélu en 2008            |
| 2014                                     | 2020     | Yvan Pauget         | SE        | Fonctionnaire            |
| 2020                                     | En cours | Patrick Vacle       |           |                          |
| Les données manquantes sont à compléter. |          |                     |           |                          |

## Population et société

### Démographie
L'évolution du nombre d'habitants est connue à travers les recensements de la population effectués dans la commune depuis 1793. Pour les communes de moins de 10 000 habitants, une enquête de recensement portant sur toute la population est réalisée tous les cinq ans, les populations de référence des années intermédiaires étant quant à elles estimées par interpolation ou extrapolation. Pour la commune, le premier recensement exhaustif entrant dans le cadre du nouveau dispositif a été réalisé en 2007.
En 2022, la commune comptait 540 habitants, en évolution de +11,8 % par rapport à 2016 (Ain : +5,15 %, France hors Mayotte : +2,11 %).
| 1793  | 1800 | 1806 | 1821 | 1831 | 1836 | 1841 | 1846 | 1851 |
| ----- | ---- | ---- | ---- | ---- | ---- | ---- | ---- | ---- |
| 1 019 | 898  | 954  | 876  | 941  | 908  | 897  | 865  | 846  |

| 1856 | 1861 | 1866 | 1872 | 1876 | 1881 | 1886 | 1891 | 1896 |
| ---- | ---- | ---- | ---- | ---- | ---- | ---- | ---- | ---- |
| 834  | 846  | 876  | 875  | 887  | 834  | 820  | 860  | 932  |

| 1901 | 1906 | 1911 | 1921 | 1926 | 1931 | 1936 | 1946 | 1954 |
| ---- | ---- | ---- | ---- | ---- | ---- | ---- | ---- | ---- |
| 919  | 875  | 832  | 769  | 767  | 688  | 671  | 658  | 600  |

| 1962 | 1968 | 1975 | 1982 | 1990 | 1999 | 2006 | 2007 | 2012 |
| ---- | ---- | ---- | ---- | ---- | ---- | ---- | ---- | ---- |
| 558  | 501  | 440  | 448  | 436  | 403  | 460  | 468  | 465  |

| 2017 | 2022 | - | - | - | - | - | - | - |
| ---- | ---- | - | - | - | - | - | - | - |
| 486  | 540  | - | - | - | - | - | - | - |

### Enseignement
Les communes de Beaupont et Domsure ont fait le choix de se regrouper dans un regroupement pédagogique intercommunal (RPI). Les élèves des deux communes sont répartis dans deux sites sur les deux communes. Les élèves de primaire (à Beaupont) sont répartis dans trois classes et ceux de la maternelle (à Domsure) sont répartis dans deux classes. L'école maternelle partage ses locaux avec la garderie périscolaire Les p'tits BeauDoms. À la fin de leur scolarité en primaire, les élèves passant en classe de 6e sont dirigés au collège du Grand-Cèdre à Coligny.

### Santé
On trouve dans le village un cabinet d'infirmière et une psychologue à Beaupont.
Les secours d'urgence sont assurés par les pompiers du corps communal de Beaupont, et par le Centre d'incendie et de secours de Coligny.
Au niveau hospitalier, les habitants sont soignés majoritairement soit à l'hôpital Fleyriat (situé à Viriat), soit à la clinique Convert (située à Bourg-en-Bresse).

### Manifestations culturelles et festivités

#### Vogue
La Vogue (fête patronale) a lieu début mai.

#### Conscrits
Les jeunes du village âgés de 17 et 18 ans perpétuent la tradition locale des conscrits. Ces conscrits tournent dans les différents foyers du village qui les accueillent. Ils reçoivent alors de quoi organiser leur banquet qui se déroule traditionnellement fin janvier.

### Sports
Au cœur du bourg, se trouve un stade de football qui était utilisé par l'USDB (Union Sportive Domsure-Beaupont). Le club de football a été créé en 1970 et dissout en 2015.

### Médias locaux
- Le journal Le Progrès propose une édition locale aux communes de l'Ain. Il paraît du lundi au dimanche et traite des faits divers, des événements sportifs et culturels au niveau local, national, et international.
- Le journal Voix de l'Ain est un hebdomadaire publié les vendredis qui propose des informations locales pour les différentes régions du département de l'Ain.
- La chaîne France 3 Rhône Alpes Auvergne est disponible dans la région.

### Numérique
La commune dispose du très haut débit avec la fibre optique grâce au réseau d'initiative publique de fibre optique LIAin régi par le syndicat intercommunal d'énergie et de e-communication de l'Ain.

### Cultes

#### Culte catholique
La commune fait partie du diocèse de Belley-Ars et de la paroisse de Coligny.

## Économie
Le village compte un bar-restaurant qui fait office de dépôt de pain et d'épicerie. Un élevage porcin dispose d'une unité de méthanisation à petite échelle installée par Bio4gas en 2013.

## Culture locale et patrimoine

### Lieux et monuments
- Vestiges du château de Villeneuve, à 4 km au nord du bourg. En 1272, le château relève des comtes de Savoie[21].
- Église Saint-Théodore de Domsure.

### Personnalités liées à la commune
- Georges Fusillier, résistant des maquis de l'Ain et du Haut-Jura[22] a été fusillé avec onze autres patriotes le 17 juin 1944 à Domsure au lieu-dit les Lusy. Il est enterré au mémorial des maquis de l'Ain et de la Résistance (tombe numéro 20).

### Héraldique
| Blason de Domsure | Blason  | D'azur à la filière d'argent et au filet en pairle du même, cantonné en chef d'une charrue aussi d'argent tractée vers senestre sur une terrasse fascée de sept pièces du champ, à dextre d'une poule bressane contournée et à senestre d'une vache mouvante de la filière, le tout d'argent. |
| Blason de Domsure | Détails | |